# Вудленд (Алабама)
Вудленд (англ. Woodland) — місто (англ. town) в США, в окрузі Рендолф штату Алабама. Населення — 221 особа (2020).

## Географія

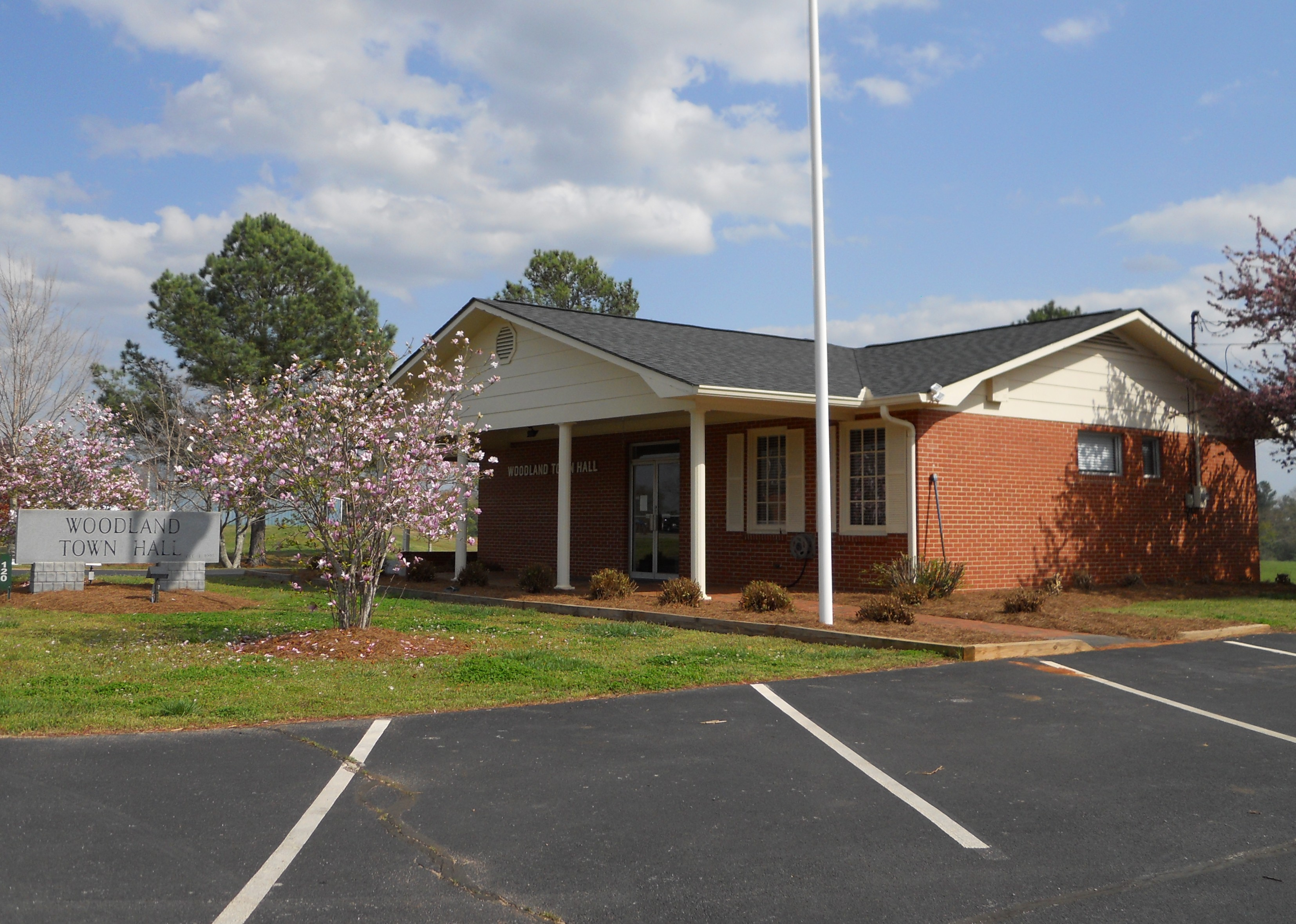
Мерія

Вудленд розташований за координатами 33°22′32″ пн. ш. 85°23′51″ зх. д. / 33.37556° пн. ш. 85.39750° зх. д. (33.375627, -85.397439).  За даними Бюро перепису населення США в 2010 році місто мало площу 4,04 км², уся площа — суходіл.

## Демографія

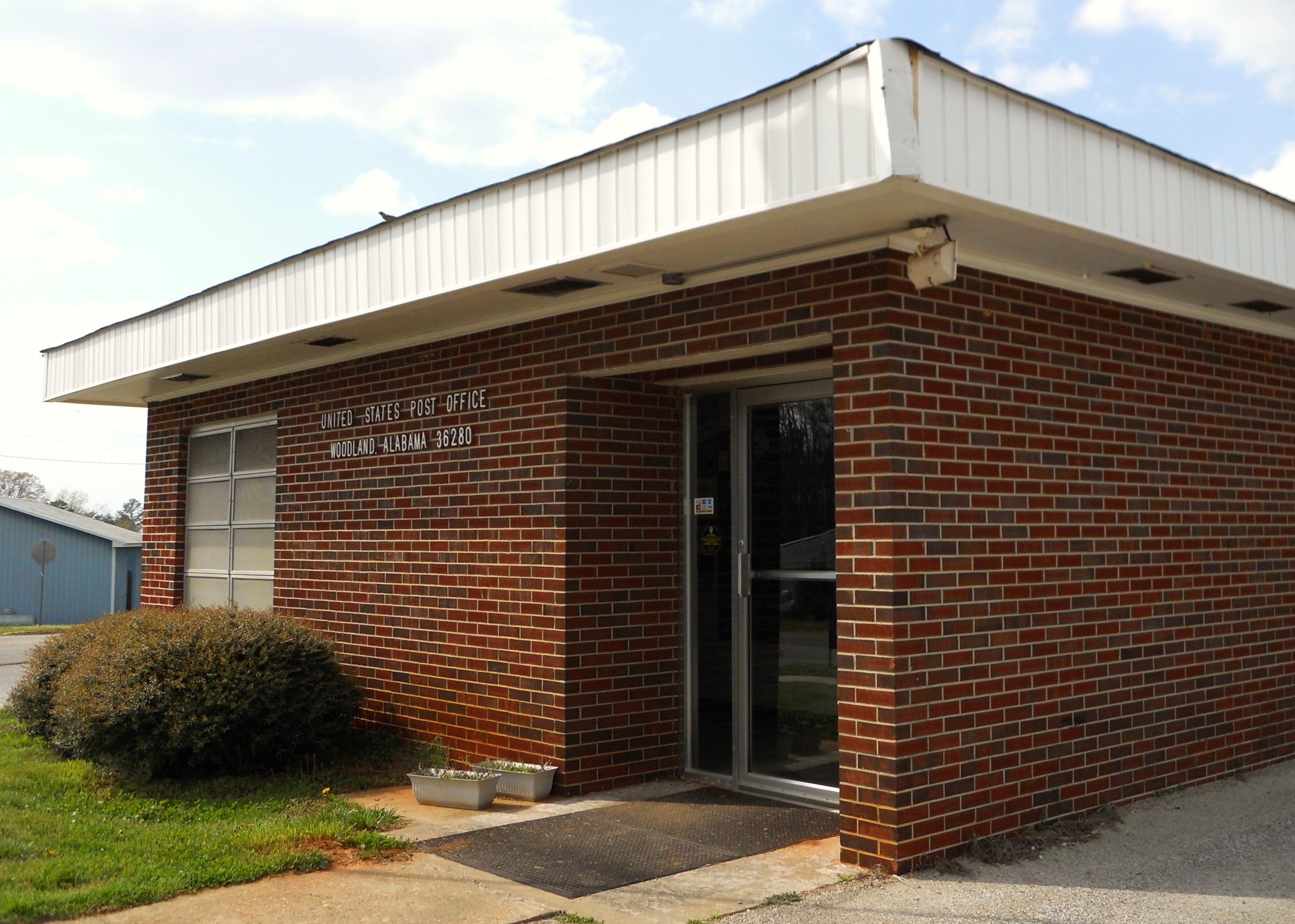
Поштове відділення

Згідно з переписом 2010 року, у місті мешкали 184 особи в 90 домогосподарствах у складі 52 родин. Густота населення становила 46 осіб/км².  Було 100 помешкань (25/км²).
Расовий склад населення:
| - 92,9 % — білих - 2,2 % — чорних або афроамериканців - 3,3 % — осіб інших рас |

До двох чи більше рас належало 1,6 %. Частка іспаномовних становила 3,8 % від усіх жителів.
За віковим діапазоном населення розподілялося таким чином: 17,4 % — особи молодші 18 років, 59,8 % — особи у віці 18—64 років, 22,8 % — особи у віці 65 років та старші. Медіана віку мешканця становила 49,6 року. На 100 осіб жіночої статі у місті припадало 76,9 чоловіків;  на 100 жінок у віці від 18 років та старших — 76,7 чоловіків також старших 18 років.
Середній дохід на одне домашнє господарство  становив 50 089 доларів США (медіана — 34 205), а середній дохід на одну сім'ю — 60 947 доларів (медіана — 43 750). За межею бідності перебувало 26,6 % осіб, у тому числі 58,3 % дітей у віці до 18 років та 9,8 % осіб у віці 65 років та старших.
Цивільне працевлаштоване населення становило 83 особи. Основні галузі зайнятості: виробництво — 24,1 %, освіта, охорона здоров'я та соціальна допомога — 24,1 %, роздрібна торгівля — 10,8 %, науковці, спеціалісти, менеджери — 8,4 %.

## Галерея

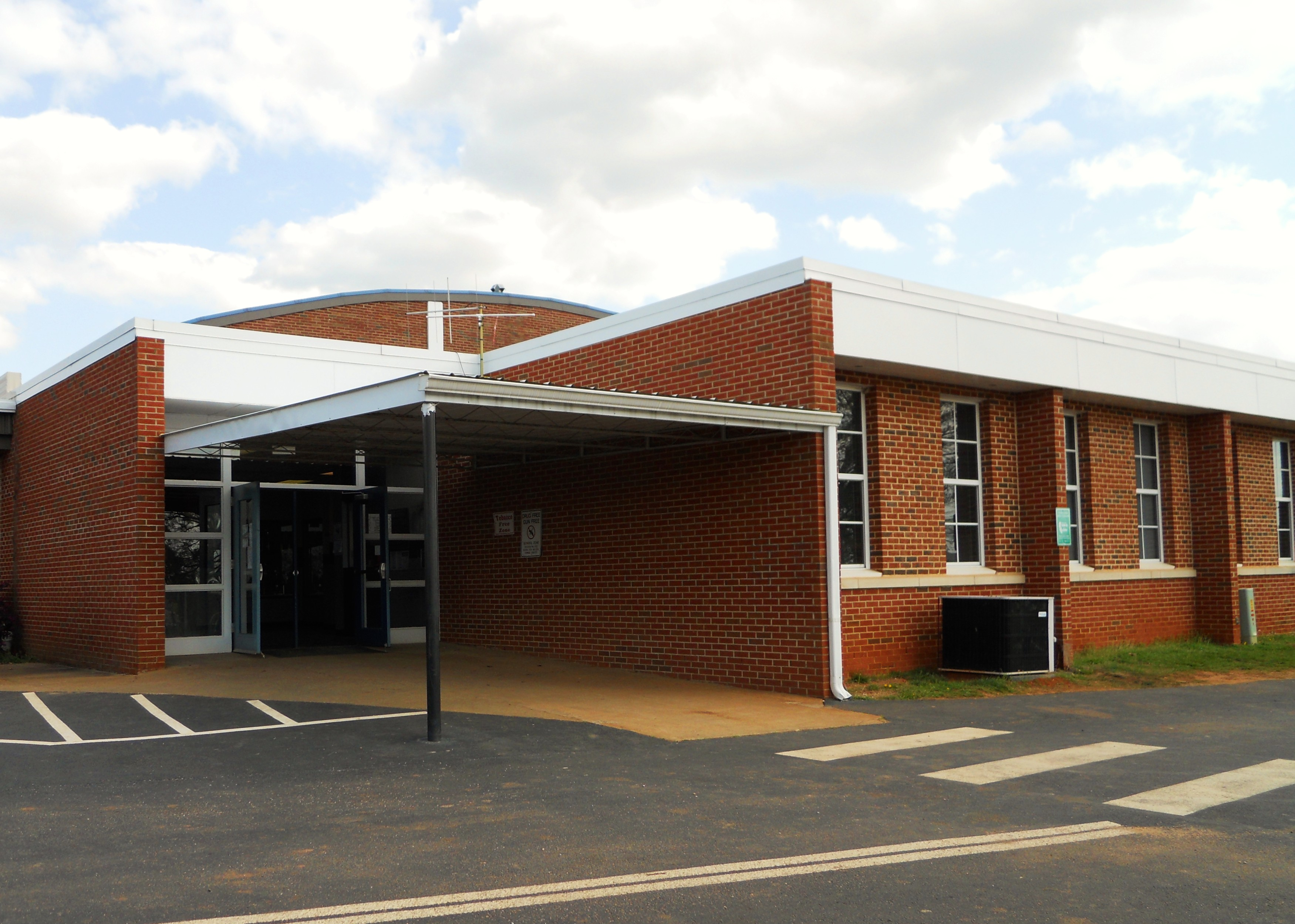
Школа
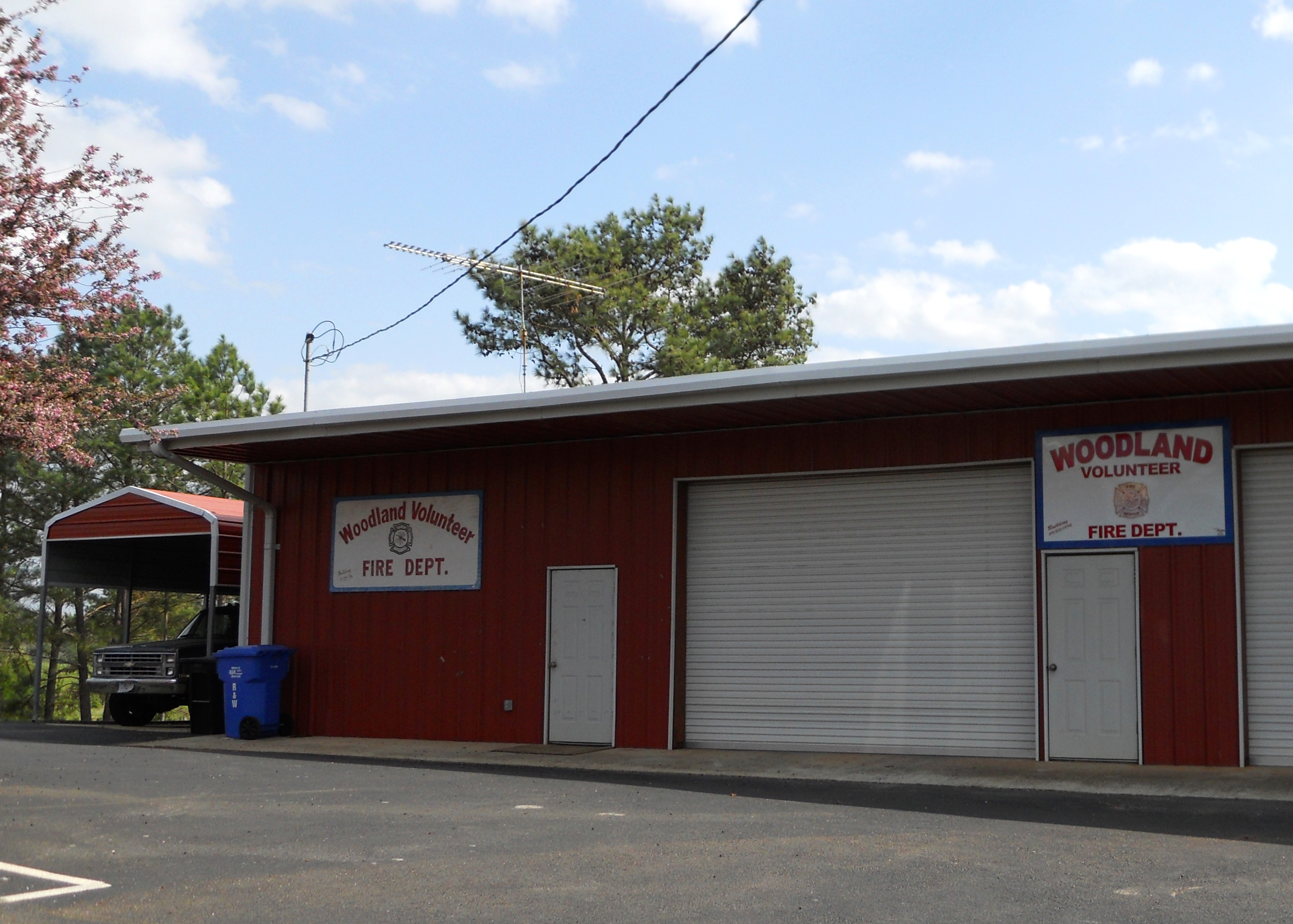
Пожежний відділок
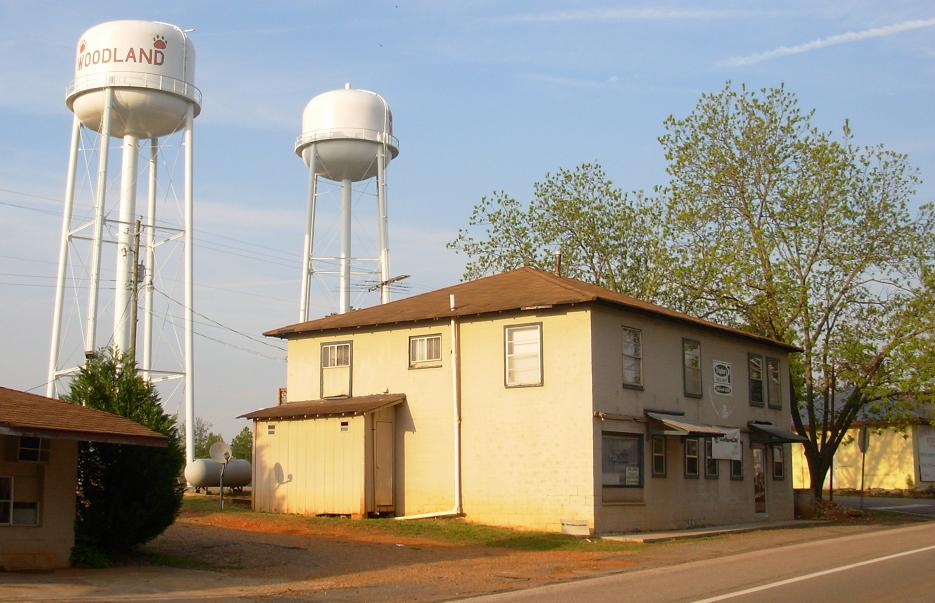
Водонапірні вежі
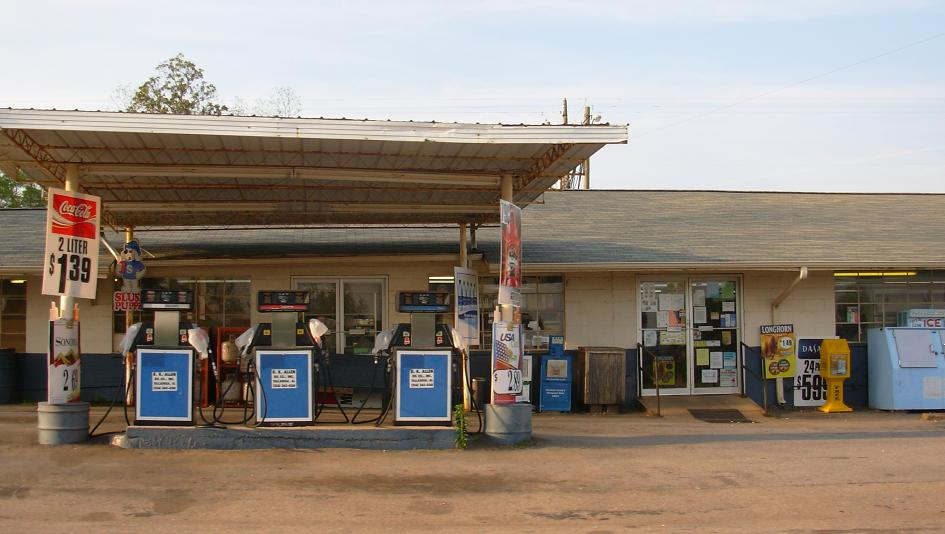
Бакалія